# Arachniodes
Arachniodes is een geslacht van ongeveer 100 tot 140 soorten terrestrische varens uit de niervarenfamilie (Dryopteridaceae). De soorten komen voor in bijna alle subtropische en tropische gebieden, voornamelijk in China en Oost-Azië. Eén soort, Arachniodes webbiana, komt voor op het Portugese eiland Madeira.

## Naamgeving en etymologie
- Synoniemen: Byrsopteris Morton (1960), Leptorumohra H. Ito (1939), Lithostegia Ching (1933), Polystichopsis (J. Smith) Holtt. (1947), Polystichopsis J. Sm. emend. C. Chr. (1920), Rumohra sect. Leptorumohra H. Ito (1935)
- Engels: Holly ferns

De botanische naam Arachniodes is afgeleid van het Oudgriekse ἀράχνιον, arachnion, (spinnenweb) en -ωδής, -ōdes (lijkend op), waarschijnlijk naar de spinnenwebachtige schimmeldraden rond de wortelstok.

## Kenmerken
Arachniodes-soorten zijn terrestrische varens met een korte tot lange, kruipende wortelstok voorzien van oranje tot zwarte, getande schubben. 
De bladen zijn allen gelijkvormig, small driehoekig tot vijfhoekig, twee- tot viermaal gedeeld, geleidelijk of abrupt in een punt uitlopend, papierachtig of lederachtig aanvoelend. De bladsteel is ongeveer even lang als de bladschijf en heeft meer dan drie in doorsnede ronde vaatbundels in een boog geplaatst. De onderste deelblaadjes zijn veel groter dan de overige, asymmetrisch gevormd, met de basale bladslipjes groter dan de distale.
De sporenhoopjes staan aan de onderzijde van de bladen in een rij tussen de bladrand en de centrale nerf. Ze zijn rond, met een eveneens rond tot niervormig dekvliesje.

## Beschreven soorten
Het geslacht tel naargelang de bron 50 tot 140 soorten, waarvan het merendeel afkomstig uit China, Oost-Azië en de eilanden van de Stille Oceaan. 
De volgende soorten worden beschreven op Wikipedia:
- Geslacht: Arachniodes
  - Soort: Arachniodes webbiana

Onderfamilie Dryopteridoideae

Geslachten: Acrophorus · Acrorumohra · Arachniodes · Ctenitis · Cyrtogonellum · Cyrtomidictyum · Cyrtomium · Diacalpe · Dryopolystichum · Dryopsis · Dryopteris (Niervaren) · Leptorumohra · Lithostegia · Peranema · Phanerophlebia · Polystichopsis · Polystichum (Naaldvaren)

Onderfamilie Elaphoglossoideae

Geslachten: Arthrobotrya · Bolbitis · Cyclodium · Elaphoglossum · Lastreopsis (incl. Trichoneuron) · Lomagramma · Maxonia · Megalastrum · Mickelia · Olfersia · Polybotrya · Rumohra · Stigmatopteris · Teratophyllum

Insertis sedis

Geslachten: Adenoderris · Coveniella · Dracoglossum · Revwattsia · Stenolepia